# Красносілля (Вараський район)
Красносі́лля — село в Україні, у Володимирецькій селищній громаді Вараського району Рівненської області.
Розташоване в мальовничій місцевості на північному заході області, за 35 км на північний схід від районного центру і за 150 км від обласного центру. Неподалік від села тече річка Стубла (права притока Стиру). Неподалік від села розташований Красносільський заказник.

## Історія
У 1906 році село Печінки Володимирецької волості Луцького повіту Волинської губернії. Відстань від повітового міста 108 верст, від волості 8. Дворів 64, мешканців 439.
До 1963 року село носило назву Печінки. Печінки згадуються у письмових джерелах 1577 року. Походження назви походить від прізвищ перших поселенців — Печінкових. Згідно з переказами, люди будували тут маленькі, непомітні хатки з невеликими віконцями, криті очеретом і мохом, робили
землянки, щоб легше було ховатися від нападів ворога — кримських татар. Коли відбивали напади татар, люди знову починали братися до роботи: обробляли землю, зводили кузні. З'явилися ковалі, бондарі, (в селі багато людей мають прізвища — Ковлев, Коваль, Бондар, Сиротюк і т. д.).
До 1939 року село було володінням польського пана, який проживав у селі Липно. Люди в селі жили бідно. Хати були низенькі, криті очеретом і соломою, головним знаряддям для обробітку ґрунту був дерев'яний плуг і дерев'яні борони. Сіяли переважно жито, коноплі, льон, садили картоплю. Жито жали серпами і молотили ціпами. Розводили здебільшого рогату худобу та овець. Навкруги були непрохідні болота. Селяни ловили рибу, збирали гриби, ягоди. Але все це робити можна було з дозволу пана. Селян жорстоко карали за будь-яку провину, людей мали ні за що.
Вдягалися люди в домотканий одяг, ткали полотно на кроснах. Спочатку льон або коноплі вимочували, потім терли на терницях, чесали, пряли нитки. Виткане на кроснах полотно золили (відбілювали). Цією роботою займалися жінки восени і взимку. А чоловіки доглядали худобу, заготовляли дрова, молотили збіжжя. Плели постоли, адже на той час це було основне взуття. Лучина — освітлення житла.
Медичних закладів не було. Лікувалися переважно травами, знахарством.
З 1939 року село перебуває у складі УРСР. До лав радянської армії були призвані 78 чоловік, 76 було нагороджено орденами і медалями, до рідних домівок не повернулися 28 чоловік, які загинули на війні. В 1963 році в пам'ять про воїнів-односельчан був встановлений пам'ятник загиблим у роки Другої світової війни.
Після війни в селі з'явилися фельдшери — спочатку Трохимчук Олена, пізніше Ношель Раїса Іванівна, яка приїхала з Сумської області.
Почав створюватися колгосп «Червоний прапор» (за роки незалежності перейменований у СВК «Урожай»). Перші кроки його створення були важкі, техніки не було, фахівців теж не було.
З 1963 року Печінки перейменовано на Красносілля. Названо так тому, що саме село розташоване серед розкішних лісів. В 1960-ті рр. почалося осушення боліт, що дало змогу збільшити кількість сільськогосподарських угідь. Крім того, проклали шосейну дорогу, що набагато полегшила життя людей села.
За останні роки село змінилося: побудовано магазини, поштові відділення, ФАП, нові дороги, також побудовано нову школу в 1997 році.
Серед засобів і форм господарювання переважає приватне господарство. Люди сіють зернові культури, садять картоплю, овочеві культури. Займаються тваринництвом. В селі проживає багато умільців вишивання, в'язання гачком та шпицями.
12 червня 2020 року, відповідно до розпорядження Кабінету Міністрів України № 722-р від «Про визначення адміністративних центрів та затвердження територій територіальних громад Рівненської області», увійшло до складу Володимирецької селищної громади.
19 липня 2020 року, в результаті адміністративно-територіальної реформи та ліквідації Володимирецького району, село увійшло до складу Вараського району.
22 червня 2023 року рішенням Національної комісії зі стандартів державної мови віднесено до списку населених пунктів, які «можуть не відповідати лексичним нормам української мови», зокрема стосуватися «російської імперської чи колоніальної політики». Громаді рекомендовано обґрунтувати доцільність збереження поточної назви або запропонувати нову назву в установленому законодавством порядку.

## Населення
За переписом населення 2001 року в селі мешкало 555 осіб.

### Мова
Розподіл населення за рідною мовою за даними перепису 2001 року:
| Мова       | Відсоток |
| ---------- | -------- |
| українська | 99,29 %  |
| російська  | 0,54 %   |
| румунська  | 0,18 %   |

## Історія бібліотеки
Прообраз нинішньої книгозбірні, хата — читальня виникла у Печінках (тодішня назва села Красносілля) в 1947 році. Завідував нею Василь Сиротюк, і було то маленьке приміщення, у якому і книг було обмаль. Та тут завжди було людно, молодь тягнулася до книги, до знань.
У 1964 році в бібліотеці нараховувалось 5 тисяч книг. Саме тоді книгозбірню очолила Федора Михайлівна Трохимчук — і трудилась тут до 1976 року. За цей час книжковий фонд зріс до 7 тисяч книг. А вже в наступні роки бібліотеку очолювала Ірина Устимівна Босик, а з 1978 року — Надія Зосимівна Базан.
Цього ж року бібліотека стає філіалом Володимирецької ЦБС. Вона нараховує 6 тисяч примірників найрізноманітнішої літератури, чимало періодичних видань і стає визнаним культурним і духовним центром сільського життя яким є і донині.
В бібліотеці створено літературну музейну експозицію «Михайло Дубов». Книжковий фонд нараховує 17680 примірників книг. Бібліотека обслуговує 460 користувачів, з них 104 — діти до 15 років
Періодичні видання, які надходять до бібліотеки: Газети: «Вільне слово», «Урядовий кур'єр», «Голос України», «Літопис Заходу», «Літературна Україна», «Володимирецький вісник», «МНС Інфо».
Журнали: «Барвінок», «Малятко», «Шкільна бібліотека», «Шкільний бібліотекар».
В бібліотеці діє клуб за інтересами «Господарочка», який об'єднує користувачів, що прагнуть ділитися своїми кулінарними знаннями, любителів вишивки та в'язання.

## Відомі люди

### Народились
- Дубов Михайло Андрійович — український поет.